# Chór (film 1985)
Chór (ang. A Chorus Line) – amerykański film muzyczny z 1985 roku na podstawie musicalu broadwayowskiego Michaela Bennetta, Nicholasa Dante i Jamesa Kirkwooda Juniora.

## Główne role
- Michael Blevins – Mark Tobori
- Yamil Borges – Diana Morales
- Jan Gan Boyd – Connie Wong
- Sharon Brown – Kim
- Gregg Burge – Richie Walters
- Michael Douglas – Zach
- Cameron English – Paul San Marco
- Tony Fields – Al DeLuca
- Nicole Fosse – Kristine Evelyn Erlich-DeLuca
- Vicki Frederick – Sheila Bryant
- Michelle Johnston – Beatrice Ann "Bebe" Benson
- Janet Jones – Judy Monroe
- Pam Klinger – Maggie Winslow
- Audrey Landers – Val Clarke
- Terrence Mann – Larry

i inni

## Nagrody i nominacje
Oscary za rok 1985
- Najlepsza piosenka – Surprise, Surprise – muz. Marvin Hamlisch; sł. Ed Kleban (nominacja)
- Najlepszy dźwięk – Donald O. Mitchell, Michael Minkler, Gerry Humphreys, Christopher Newman (nominacja)
- Najlepszy montaż – John Bloom (nominacja)

Złote Globy 1985
- Najlepsza komedia/musical (nominacja)
- Najlepsza reżyseria – Richard Attenborough (nominacja)

Nagrody BAFTA 1985
- Najlepszy dźwięk – Jonathan Bates, Gerry Humphreys, Christopher Newman (nominacja)
- Najlepszy montaż – John Bloom (nominacja)